# 2019冠狀病毒病印度疫情
此頁面闡述2019冠狀病毒病在印度引發的疫情。2020年1月30日，印度發生了第一例來自中國的2019冠狀病毒病病例。印度目前在亞洲確診病例中數量最多，截至2021年8月，印度成為世界第二多確診病例的國家（僅次於美國）。印度也是世界上治愈病例最多的国家。
2020年1月30日，從武漢返回印度的三名醫學生，在印度喀拉拉邦的德里久爾、阿勒皮和卡薩拉戈德鎮成為了印度第一批2019冠狀病毒病病例。2020年3月23日在喀拉拉邦首先宣布封鎖，兩日後在該國其他地區宣布封鎖。6月10日，印度的康復病例首次超過了現有病例，每日病例在9月中旬達到高峰，當時每天報告約90,000例，隨後感染率於9月開始下降，到2021年1月降至15,000例以下。
可是，印度從2021年3月開始爆發的第二波疫情比第一波疫情還要嚴重，由於該國部分地區缺乏疫苗，病床，氧氣瓶和其他藥品，加上防疫鬆懈，舉辦了不少大型政治集會及宗教活動，再加上本土的Delta變種病毒株肆虐，由2021年4月中起印度新增病例急升，到4月下旬，印度在新增病例和現有病例中居於世界前列。到2021年4月30日成為第一個在24小時內報告超過40萬例新病例的國家。截至2021年5月12日，印度累計有超過2300萬宗個案，其中254,197人死亡。2021年6月上旬疫情趨緩下，印度公布的新冠病毒確診總病例數已經接近3千萬例，死亡超過35萬例。有專家認為，由於基礎設施差，測試率低以及人們在家中喪生，印度的數字被大大低估了，其抗體數據顯示，近六成的人口已經有抗體。

## 過程

### 2020年1月至2月
2020年1月30日，在喀拉拉邦確診首宗新型冠状肺炎個案，患者是在中國武漢大學就讀的學生。
2月1日，在喀拉拉邦再確診一宗個案，累計個案增至2宗，患者去過中國大陸。
2月3日，在喀拉拉邦再確診一宗個案，累計個案增至3宗，是從中國武漢返回的留學生。

### 2020年3月
3月2日，印度政府通报3宗确诊个案。患者包括一名在拉贾斯坦的意大利公民、有意大利旅遊历史的新德里居民，一名曾經到訪迪拜的特伦甘纳邦居民。
3月4日，印度确诊病例增至29宗，其中16位新个案是一群来自意大利的旅客，1位是曾在意大利度假的古爾岡Paytm職員。
3月12日，印度開始暫停所有外國人旅遊簽證，直至4月15日，外交、公務及國際組織等相關簽證則不受影響。
3月18日，印度印度教人士提倡牛尿新冠肺炎医疗方法，得到广泛人民认同并使用。唯政府和学者对牛尿治疗方法提出质疑，有科学家呼吁人民以科学途径医治新冠肺炎。
3月22日，所有国际商业客运航班從当天起一周内禁止在印度降落。

### 2020年4月
4月24日允許所有合法註冊商店維持一半人員營運，但在市政機構範圍的商店及購物中心，仍禁止營運。

### 2020年5月
5月8日，印度下達全国封锁令后，工人从中央邦徒步返回家乡途中，在马哈拉施特拉邦奥兰加巴德铁轨附近睡觉時遭到火车碾壓，造成至少17人死亡，数人受伤。

### 2020年6月
6月28日，印度建成世界上最大的方舱医院之一。

### 2020年8月
8月3日，印度内政部长新冠病毒检测呈阳性。

### 2020年9月
9月7日，印度新增90802例确诊病例，总确诊病例数居世界第二，超越巴西。
9月17日，印度新增97894例确诊病例，也是單日新高。

各邦每百萬人感染率

各邦疫情變化

### 2020年10月
10月5日，突变株B.1.617在印度被发现。
10月11日，印度衛生部宣布，全境1天內新增7萬4383起確診病例，使全國總數突破700萬例，達705萬例。
10月28日，印度衛生部宣布，全境1天內新增5萬088起確診病例，使全國總數突破800萬例，達803萬例。

### 2020年11月
11月19日，印度衛生部宣布，全境1天內新增4萬6815起確診病例，使全國總數突破900萬例，達900萬例。

### 2020年12月
12月18日，印度衛生部宣布，全境1天內新增2萬6991起確診病例，使全國總數突破1000萬例，達1000萬例。

### 2021年1月
1月16日，印度开始2019冠狀病毒病疫苗接种计划，印度各地的交通管制開始放松，人员恢复流动。

### 2021年2月
2月底，印度境內发现了240种变异病毒，此後又發現不少變異病毒。

### 2021年4月
本月以来印度单日新增新冠确诊病例数连创新高，仅用十天就从日增10万例增至20万例。2021年4月6日，新德里每天22时到次日5时实施宵禁。4月19日22时起至5月3日凌晨5时，新德里实施全城封锁。但印度政府表示暂不会实施全国封锁。4月22日至30日印度每天新增病例達30萬以上。多国针对印度出台限制措施。由於印度國內嚴重缺乏醫用氧氣，各國開始出手幫助印度。
印度政府分析，本次疫情反弹的原因有防疫措施执行力度下降、民众防疫意识松懈、社区基层未采取有效隔离措施等。一些卫生专家也认为原因还包括疫苗接种慢于预期、变种毒株的出现和传播、大规模人员聚集等等。也有媒體認為印度年初的節慶日以及選舉引發此次疫情反彈。
4月30日，孟買所有的新冠疫苗接種中心表示自周五起（4月30日）開始關閉三日，原因是疫苗短缺。

### 2021年5月
5月1日，印度新增病例突破40萬。同日，印度首都新德里宣布“封城”再延长一周。美国国家过敏症和传染病研究所所长安东尼·福奇建议印度政府可以仿效中国采取彻底封城措施，建立临时医院，构建调动资源的中央组织。
5月4日，印度累積感染人數亦突破2000萬人，成為僅次美國疫情最嚴重的國家。截至5月5日，印度已連續14天日增病例達30萬以上。印度板球超级联赛無限期暫停。印度約10個邦出台嚴格防疫措施。同時印度疫情還蔓延至邻国尼泊尔，使得尼泊爾4月底5月初的病例增加了137%。
5月5日，多位印度裔美國醫生聯名在有線電視新聞網發文呼籲美國幫助印度，希望美國能將多餘的新冠疫苗轉移到印度等有需要的國家，幫助印度及其他國家生產疫苗及其他防疫物資，還有美國領導人應該給印度政府施壓以采取更嚴厲的防疫措施。
5月6日，全國廣播公司商業頻道訪問印度私人飛機租賃公司JetSetGo的首席執行官，對方反應并非只有富豪和明星逃離印度，最近數周公司訂單增加九倍，其中七到八成為中產階級，其中絕大部分是前往馬爾代夫，原因是馬爾代夫為印度和杜拜旅客提供一個度假村用作檢疫，且允許商業目的入境。
5月7日，印度单日新增死亡病例超4000例，是继美国和巴西之后第三个国家。前查謨和克什米爾首席部長梅博巴·馬伕蒂發表公開信，表示當下新冠疫情爆發，希望莫迪能釋放查謨和克什米爾監獄的政治犯。
5月8日，世衛首席科學家苏米娅·斯瓦米纳坦警告，印度出現的新冠變異病毒可能是印度疫情暴發的原因，變異病毒可能對疫苗產生抗性，同時疫情暴發也可能導致新一輪的變異。
5月9日，印度已连续4天新增确诊超过40万例。5月15日，连续第24天新增病例在30万例以上。隨着新冠肺炎的病例增加，醫院接獲的「黑真菌症」病例同時大幅上升。
5月17日，印度新增28.1萬宗確診，是自同年4月21日以來新增宗數首次跌至30萬以下。
5月19日，印度新增死亡病例4529例，创该国疫情暴发以来单日死亡病例数新高以及全球范围内单日死亡病例数最高。
5月22日，北方邦巴拉班基縣有村民因抗拒接種新冠疫苗而跳到河中，村民反映他們跳入河中是由於有人告訴他們注射的是毒藥，而不是疫苗。
5月24日，印度新冠死亡病例超過30萬，是繼美國和巴西之後第三個新冠死亡病例超過30萬的國家。

### 2021年6月
6月10日，印度新冠死亡病例單日新增6148例，超過此前美國創下的5444例的紀錄。死亡病例大增的原因是比哈尔邦重新統計自4月開始的第二波疫情的死亡病例。
6月10日，拉賈斯坦邦宣佈會給與邦內2000名因為疫情而陷入經濟困難的藝術家提供5000盧比的一次性經濟援助。
6月中旬，新德里開始解封。

### 2021年12月
由于新德里新冠肺炎确诊病例不断增加，再加上Omicron毒株肆虐，新德里于12月27日开始实行宵禁。

### 2023年3月
受新型XBB.1.16变异株侵袭，外加H3N2流感双重影响，印度疫情再度重温。部分医院重启了闲置已经一年的疫情专门病房，哈里亚纳邦、喀拉拉邦、本地治里、孟买等地重新要求民众在医院等公共场合佩戴口罩。

## 印度國内反應及應對措施

### 疫苗接種計劃
印度於2021年1月16日推出第一階段疫苗接種計劃，計劃對象為國内一千萬名醫護人員和二千萬名前線人員（警察、市政人員等）接種疫苗。接種者無法選擇接種的疫苗種類。3月1日開始第二階接種計劃，對象擴大到60歲以上及45歲以上患有心臟病、糖尿病等長期病患人士，覆蓋全國2.7億人。疫苗在公立醫院免費提供，全國一萬家私立醫院發售，價格固定為250盧比。這個階段六百六萬醫護人員注射第一劑疫苗，二百四十萬人注射了兩劑疫苗，前線人員只有五百一十萬接種了疫苗。第二階接種計劃開始，申請接種疫苗的人需要在網站CoWIN上注冊。3月24日，印度衛生部記錄顯示全國有超過五千萬人接種了疫苗。5月1日開始第三階接種計劃，對象擴大到18歲到45歲人士。印度部分邦因為疫苗供應不足等問題，無法實施計劃。計劃展開一周，疫苗接種數量下降到八周以來最低。除了疫苗生產和運輸問題，疫苗接種登記網站CoWIN的設計問題被認為是原因之一。印度電信管理局數據顯示印度只有58%人口能使用網絡，CoWIN目前只能提供英文，而印度只有10%的人口懂得說英文。5月7日，德里政府宣佈，將組織媒體工作者免費接種疫苗，有研究顯示有上百名媒體工作者在去年死於新冠疫情，而在2021年4月就有52人死於新冠病毒病。

### 軍隊介入
2021年4月21日高層會議決定安排印度空軍負責從國外運輸氧氣集裝箱回國内，以解決國内氧氣供應問題。5月7日《今日印度》報道，自4月20日開始印度空軍從國外運回60個氧氣集裝箱總重為1142噸。印度海軍安排九艘戰艦運送物資，5月5日塔爾瓦號導彈巡防艦從巴林携帶54噸液態氧到卡纳塔克邦的新芒格洛爾港。5月6日科欽號導彈驅逐艦和塔巴爾號導彈巡防艦離開科威特前往孟買，特裡坎德號導彈巡防艦離開多哈前往孟買，三艦携帶7個各20噸的液態氧罐和1400個氧氣瓶。加爾各答號導彈驅逐艦和艾拉瓦特號坦克登陸艦分別從科威特和新加坡出發，携带着4000多個氧氣瓶、两個20噸的氧氣填充器和8個氧氣罐。在空軍和海軍從海外運回的物資幫助下，印度國防研究及發展組織在德里醫院建成醫用製氧厰。印度國防部從軍隊中調配60000名醫務人員，包括醫生，護理人員等前往全國各地的新冠醫院，部分地區如德里、艾哈迈达巴德等的新冠醫院已經由軍隊接管。此外國防部還召回400名退休軍醫，還派遣軍隊中的醫生接管新冠救治工作。印度陸軍設立Covid小組，專門處理及協調有關疫情援助的事宜。5月14日《今日印度》報道，軍隊在德里建成了八座戰地醫院，擁有5000個病床，未來會再建立六座戰地醫院。印度國防研究及發展組織計劃在7月31日前全國各地醫院建成849個醫用製氧厰。

### 其他
2023年2月13日起，来自或途经新加坡、中国、韩国、泰国和日本的旅客抵達印度時不用提供出发前的新冠检测阴性结果。

## 影響

### 經濟
2020年5月，據統計印度失业率达到27.1％，創下历史新高。5月12日，印度總理莫迪表示将推出总额为20万亿卢比的经济刺激计划，同时将再次延长全国封锁措施。
2020年第二季度，印度GDP同比跌24%。

### 教育
2021年4月14日，中央中等教育委員會宣佈今年第十級考試取消，而第十二級考試的考試安排到5月30日再作通知。印度聯邦公共服務委員會在5月相繼宣佈原定5月5日舉行的醫療服務考試延期待另行通知，原定於6月27日舉行的國家公務員考試（初級）推遲到10月10日，後續各階段考試順延。
5月5日，阿里格尔穆斯林大学副校長曼苏尔寫信給印度医学研究理事会表示，在過去18日内，大學有16名在職教授和18名退休教授死於新冠病毒病，希望理事會協助對大學進行調查是否存在變種病毒傳播。

### 宗教活動
2021年5月3日，數千名女性在艾哈迈达巴德县萨纳恩德纳瓦普拉村進行宗教儀式，她們相信在巴里亚德芙庙倒水，新冠病毒就會消失。當地警方以違反防疫條例為由拘捕包括村長在内23人。
2021年5月21日《今日印度》報道泰米爾納德邦哥印拜陀有寺廟Kamatchipuri Adhinam供奉「新冠病毒女神」，寺廟負責人Sivalingeswarar表示創建神明以庇護人們免受瘟疫和病毒侵害由來已久，當地也有數個瘟疫的神明。在疫情爆發之後，寺廟用花崗岩製作神像，並舉行為期48日的祈禱活動，期間寺廟將不對外開放。

### 網絡審查
2021年4月印度新冠疫情惡化，印度要求Twitter和Facebook刪除一些對印度政府處理疫情不力的貼文，印度認為相關言論會製造恐慌。5月18日，印度執政黨印度人民黨發言人發推文批評國内反對黨使用「懶人包」詆毀印度政府，否認印度政府應對新冠疫情的努力，其後被Twitter標記為媒體操縱，兩日後印度政府要求Twitter刪除包括發言人和印度人民黨部分成員的媒體操縱標記。此外印度政府另一份通知亦要求網絡社交媒體刪除「印度變種病毒」的内容。5月24日，印度警方突擊審查Twitter在印度的兩個辦公室，印度警方事後表示是處理關於印度人民黨發言人被標記為媒體操縱的投訴，並表示「Twitter掌握了一些他們所不知道的信息，並以此為基準來分類」。

### 因新冠而死的醫護人員
2021年4月17日，印度醫學會反應全國有747名醫生死於新冠肺炎，其中人數最多的是坦米爾納杜邦（89人）和西孟加拉邦（80人）。衛生工作者死亡人數更多，僅馬哈拉什特拉邦就有17975名衛生工作者感染，178人死於新冠肺炎，其中48人是醫生、10人護士，餘下120人是其他醫療保健人員。
2021年5月7日，印度醫學會接受中国环球电视网采訪，反應全國現在有860多名醫生死於新冠肺炎，在過去25日之内，印度有116名醫生死於新冠肺炎，部分人因為壓力過大而自殺。
2021年6月1日，印度醫學會反應有近1300名醫生在新冠疫情期間去世，其中594人是在第二波疫情中去世，其中德里為重災區。

### 因選舉活動患上新冠而死的人
2021年4月15日至29日期間，印度地方進行潘查亞特選舉，當時正值印度第二波新冠疫情爆發。有教師團體Prathmik Shikshak Sangh反應在北方邦有1621名教師和工作人員在協助潘查亞特選舉期間患上新冠病毒病而去世，當地政府只承認有三名教師選舉期間死於新冠病毒病。

### 醫療物資短缺
2021年4月印度新冠疫情惡化，國内醫療物質嚴重短缺。醫院以無空病床和氧氣瓶供應不足拒收病人，部分患者被迫在家中治療，民眾到黑市購買醫療物資導致價格暴漲，其中氧氣瓶價格翻了十倍。有患者因為沒有醫院收治，加上無法在黑市購入醫療物資而去世，甚至出現死在醫院門前的情況。
2021年5月初德里警方破獲一家黑市販賣製氧機的團體，繳獲419台製氧機，這些製氧機在黑市售價70000盧布。
2021年5月9日卡圖阿市内唯一一家製氧廠設備出現故障，引起公眾恐慌，該厰所有人表示自4月18日以來工廠7x24小時開工，在周日（5月9日）下午出現故障，現在正聯絡製造商進行維修。製氧廠每天為公立醫院提供200個氧氣瓶，私立醫院提供150個氧氣瓶。
2021年5月10日安得拉邦一家醫院由於氧氣運送延遲，有11個新冠患者因為氧氣不足而去世，患者在恢復氧氣供應前數分鐘去世。憤怒的患者家屬衝入重症监护室，破壞一些設備和藥物。

### 尸體處理
印度醫院床位和氧氣設備嚴重緊缺，有病人因缺氧而死，印度的不少醫院出現火災，亦造成人員傷亡。另外死亡病例增加导致印度各地的火葬场满负荷运转，古吉拉特邦的一座火葬场由于长时间的运转导致焚尸炉的金属部件被烧到熔化，火葬场不得不使用木柴堆焚化尸体。北方邦首府勒克瑙市几家火葬场由于燃料耗尽，改用木柴焚化尸体，木柴告罄后火葬场要求家属自行携带木柴。在恰蒂斯加尔邦，大量尸体堆积在医院的病房与走廊中。由于尸体积压在医院无法运走，当地卫生部门不得不使用垃圾车来运送尸体。一些停車場、公園和空地被改為臨時火化場。
5月10日，《印度快報》報道班加羅爾市内七個用於處理新冠死者的火葬場在過去三個星期都二十四小時不間斷運行，其中一個必須在周六關閉維護，政府將蓋達納哈利的一個采石場改建成臨時火葬場，内設有25個火化設備，每天接受30到40名新冠死者。
5月14日，《第一邮报》报导由于死亡病例不断增加，加上火化费用高昂、燃料不足以及宗教信仰等因素，恒河出现多具浮尸。布克萨尔地区一社会工作者表示，每10到15天可以看到2到4具尸体漂浮在恒河的焦萨河堤。以往每天有2到4具尸体运抵火葬场。但近期，这个数字已经膨胀到近60人，还有更多的尸体正在运往焦萨河堤。对此，印度中央政府11日曾要求恒河沿岸各邦阻止向恒河内弃尸的行为，但目前仍有民众将死者运往恒河。

## 印度疫區封鎖措施

### 2020年
3月23日上午6时至3月31日，印度對德里国家首都辖区實施封锁。
3月25日，印度开始進行为期21天的全國封鎖。印度铁路停驶全国客运列车至4月14日。这是该国铁路167年以来首次暂停列车班。
4月11日，印度政府決定延長全國禁足令至5月3日。
5月1日，印度決定将全国封锁延长至5月17日。印度全国分为红、橙、绿三类区域，红区实行严格管控，橙区和绿区适当放开。除经印民航局特许的班机以及国际货运航班外，所有国际国内航空、邦际铁路、公路客运服务将继续暂停，直至5月17日。
从6月8日起，印度部分地區開始重新开放宗教朝拜场所，酒店，餐厅和购物中心，印度国内部分航班与铁路客运逐步恢复，全国性的宵禁将推迟两小时从晚上9点开始。
6月19日，金奈重新施行严格的“居家令”，为期12天。
7月1日，印度内政部发布的「解封2.0」措施正式生效，宵禁时间再减少一小时，教育机构、地铁、大型聚会仍然暂停。
7月31日，印度内政部发布的「解封3.0」措施正式生效，大型聚会场所服务继续关停。
根据印度内政部发布的「解封4.0」措施，严控区的封锁延长至9月30日，国际航班服务继续关闭。地铁运营在9月7日后逐步恢复。9月21日后严控区以外的部分社交娱乐活动得以放开。
根据印度内政部发布的「解封5.0」措施，严控区的封锁延长至10月31日。电影院、游泳池等娱乐设施从10月15日开始可逐步开放，地方政府可决定是否重开学校等教育机构。

### 2021年
面對第二波疫情，印度多邦實施全面封鎖，沒有進行封鎖的邦也限制邦内人員流動。
坦米爾納德邦
5月8日，當地政府宣佈5月10日至5月24日期間全面封鎖。封鎖前一天該邦新增26000個新冠病例，創下新記錄。
卡納塔克邦
5月4日，當地政府宣佈即日起全邦實施關閉行動至5月12日。5月7日，首席部長B.S.叶迪尤拉帕宣佈5月10日至5月24日對該州進行全面封鎖。期間禁止所有人員流動，每天只有6點至10點期間允許人民購買生活物資。邦内所有工業活動暫停，允許進行工程施工。該邦在此前一周每天新增45000個新冠病例。
喀拉拉邦
5月4日，當地政府宣佈5月8日至16日對該州進行全面封鎖。
拉賈斯坦邦
當地政府宣佈5月10日至24日之間實行嚴格封鎖。
果阿邦
5月7日，首席部長普拉莫德·萨万特宣佈5月9日至5月23日期間全邦宵禁。兩三日内會決定是否全面封鎖。
比哈爾邦
5月4日，首席部長尼蒂什·库马尔宣佈即日起到5月15日實施全面封鎖。
新德里
印度首都自4月19日到5月10日實施全面封鎖，首席部長阿文德·基里瓦尔考慮到疫情持續，封鎖時間將延長三倍。
5月9日，當地政府決定封鎖延長到5月17日。
馬哈拉施特拉邦
3月，由於印度部分地區疫情有所反彈，马哈拉施特拉邦部分地区再次封城。
4月5日開始實施限制人員流動的措施，限制措施持續到5月10日。
旁遮普邦
該邦實施各類限制措施。5月5日，首席部長阿马林达·辛格表示不會考慮全面封鎖，原因是本地的實施的限制措施已經比其他邦嚴格。5月15日將實施周末封鎖和宵禁。
北方邦
當地政府考慮在5月10日宣佈全面封鎖，此前該邦已經實施各類限制措施。
中央邦
5月6日，當地政府宣佈宵禁延長至5月15日。
哈里亞納邦
5月3日至5月10日，當地政府實施全面封鎖。此前該地有九個地區實施周末封鎖。
奧里薩邦
5月5日至5月19日，當地政府實施全面封鎖。
賈坎德邦
4月22日至5月6日期間當地政府實施各類限制措施。
恰蒂斯加爾邦
4月27日，當地政府實施全面封鎖，原定5月5日解封，之後延期到5月15日。
古吉拉特邦
當地政府對29個城市實行了宵禁，并且限制公眾活動和集會。
特倫甘納邦
5月1日，當地政府宣佈晚上9點至凌晨5點實施宵禁直到5月15日。
安得拉邦
5月6日，當地政府宣佈中午12點至凌晨6點進行部分宵禁至5月18日。
西孟加拉邦
4月30日，當地政府開始實施各類限制措施，包括禁止各類聚會，商場、戲院、餐廳等地方禁止營業直到另行通知。5月16日開始實施全面封鎖兩周，晚上9點至凌晨5點宵禁。除緊急服務外，所有公共交通暫停，除食物商店外所有商場關閉，所有聚集（教育、行政、宗教）禁止，公園關閉。茶葉行業可以使用半數雇員運作，允許50人以下婚禮集會，允許電子商務和送貨服務。
阿薩姆邦
4月27日至5月7日實行了宵禁，從5月5日起對公共場所的人員流動實施了限制。
本地治里
封鎖延長至5月10日，本地實施宵禁和限制社交活動。
那加蘭邦
4月30日至5月14日期間，當地政府實施各類限制措施。
米佐拉姆邦
5月3日起，當地實施為期八天的封鎖。
查謨和克什米爾
當地實施宵禁，斯利那加、巴拉穆拉、巴德加姆和查谟县封鎖措施至5月6日。
北阿坎德邦
當地實施宵禁和各類限制措施。
喜馬偕爾邦
當地十二個地區有四個進行宵禁和周末封鎖。

## 爭議

### 隱瞞疫情死亡人數
2020年8月，印度新冠病毒確診人數為世界第三，其每百萬人平均感染死亡人數比率僅為大約40多例，遠遠低於歐洲或北美的比例。有醫學專家質疑印度隱瞞疫情死亡人數，原因是印度只有四分之一的死因獲得醫學認證。2021年4月印度新冠疫情惡化，《彭博新聞社》指出印度多地火葬人數和報告的新冠死亡個案不符，如勒克瑙4月11日至4月16日官方通報的新冠死亡個案為145例，而當地兩個主要火葬場就有430個火葬記錄。蘇拉特的一家火葬場表示過去10日每天至少100具尸體以新冠指定屍袋包裹送達，而蘇拉特在4月19日的官方通報的新冠死亡個案為28例。而北方邦政府新任首席秘書納夫涅特·塞加爾回應勒克瑙部分新冠死亡個案其實應該是正常死亡個案。4月29日《第一郵報》報道北方邦巴雷利官方表示過去三天每天只有3到4人死亡，數據與當地火葬場和墓地記錄不合，僅兩個火葬場在28日就焚化了50具遺體，而巴雷利最大的火葬場過去三天就處理了115具遺體，而過去正常每天是處理10到12具遺體。第二大火葬場最近每天處理40具遺體，而過去正常每天是處理5到10具遺體。官員面對媒體質疑，回應遺體是從其他地區運過來，非本地死亡個案不會記錄。有火葬場反對相關觀點，並表示他們收到八成的遺體都是源於本地。印度國民大會黨哈里亞納邦委員會主席塞利亚·库玛丽指責邦政府沒有公佈正確的新冠死亡人數，他們從實地調查的數據顯示，5月1日至13日全邦22個縣其中13個就有4000個死亡記錄，而邦政府的記錄是2000多人死於新冠。

### 政府應對問題
《柳葉刀》2021年5月8日摘文批評莫迪政府應對不力，對新冠疫情過分樂觀和自滿。印度浪費了早期控制新冠疫情的成果，政府的COVID-19工作組在2021年4月疫情第二波爆發之前已經數月沒有開會，低確診數字，讓印度政府認為疫情已經受控，進而容許舉行大型宗教大壺節和大規模的選舉集會。面對之後的批評，印度政府試圖在Twitter上消除這些批評，而不是努力控制疫情。
2021年5月7日，《今日印度》報道在疫情嚴峻，醫療資源短缺的情況下，比哈爾邦有一家為新冠病毒而設立的醫院被擱置數月，醫院在往年只運作了數周就關閉，内部擁有60帶氧氣瓶的病床和一些尚未使用的用於治療新冠病毒的藥物。當地官員表示由於缺乏醫生該醫院無法運作，醫院管理方表示新冠患者喜歡居家隔離，不喜歡在醫院接受治療，當下他們沒有發現要到醫院接受治療的患者。
前印度國民大會黨主席拉胡爾·甘地發表公開信批評印度總理納倫德拉·莫迪處理應對疫情不力，政府缺乏清晰且連貫的疫苗接種計劃，過早宣佈疫情勝利。如今政府應對不力，導致疫情爆發，讓全國各地都需要全面封鎖。印度國民大會黨主席索尼婭·甘地召開緊急黨内會議，會議内批評莫迪政府拒絕加强氧氣，藥品和呼吸機的供應鏈。譴責莫迪政府將資金用作中央遠景重建項目，而不是用作對人民有益的地方。
自2021年4月以來，美國的《纽约时报》《华盛顿邮报》英國的《卫报》和法國的《世界报》紛紛發文批評印度政府不作為，導致第二波疫情。
2021年5月12日，有76名印度國内和國外的學者發表聯署公開信，要求印度政府中止中央遠景重建項目。學者批評項目是「奢華的工程」，面對新冠大流行，工程是在浪費人力和可用於救治民眾的資源。這份公開信在5月11日遭到印度政府駁回，政府表示該項目自立項以來一直遭到各種形式阻止，目前工程已經做好應對新冠的準備，并且有250名工人願意繼續工作。

### 中國官方機關譏諷印度疫情引發爭議
中國政法委在新浪官方微博帳號「中國長安網」，於2021年5月1日下午1時許發表標題為「中國點火VS印度點火」的微博，並附上並列的兩張圖片，左圖是中國在發射長征八號運載火箭，右圖是印度一堆堆焚燒肺炎死者屍體的柴火，這條微博還註有「印度單日新增確診40萬例」，譏諷印度疫情嚴重。中國公安部治安管理局官方微博「中國警方在線」及天津市人民檢察院等官方帳號也上載圖片譏諷印度的疫情，包括將武漢火神山醫院與印度露天火葬場的圖片拼接在一起，並註上「中國火神山，印度『火神山』」的論述作對比，還加上「#印度德里將狗用火葬場改為人用」。不過這些中國政府機關的官方微博帖文被批評對印度疫情落井下石，甚至被批評缺乏人性，其後這些官方微博的帖文已經被刪除，然而所引發的爭議繼續發酵，反對中國官方機構在微博發帖譏諷印度的人士認為這種做法是自毀國格，但也有不少帖文及留言支持中國官方譏諷印度，諷刺印度的官方微博發帖被刪除反而遭到愛國網民斥責，復旦大學政治學系副教授沈逸發帖支持中國官方譏諷印度，認為官方是表述事實，沈逸稱印度為「妖豔賤貨」，又指責同情印度的批評者是「聖母婊」，同情印度的人道主義者「請去印度燒柴」，而沈逸的見解在中國網絡上也有不少人認同。

### 牛糞、牛尿治療新冠理論
2021年3月1日，印度人民黨阿薩姆邦立法會議員蘇曼·哈里普里亞在關於孟加拉走私牛的會議上提到牛糞、牛尿可以用於治療新冠病毒病，而且護摩時使用牛糞可以净化周圍空氣。有助防止新冠病毒傳播。3月14日，新德里有宗教組織印度教全國聯盟組織一場200人的「牛尿暢飲派對」，組織者認為牛尿可以預防新冠病毒。3月17日，孟買約胡的益世康寺廟被網民曝光使用牛尿作為消毒搓手液，負責人表示蒸餾過的牛尿具有殺菌作用，他們因為暫時缺乏消毒搓手液所以用蒸餾過的牛尿代替，在收到新消毒搓手液後會換回一般消毒搓手液。5月7日，北方邦印度人民黨立法會議員蘇倫德拉·辛格發表視頻，呼籲民眾喝牛尿抵抗新冠病毒。5月11日，《路透社》報道古加拉特邦有印度教信徒，每周到牛棚用牛糞和牛尿塗滿全身，他們相信這樣可以預防新冠病毒。印度醫學協會主席賈亞拉警告，目前沒有證據顯示牛隻的排泄物可提高對新冠病毒的免疫力，接觸或食用牛糞和牛尿反而增加健康風險，染上傳染病。

## 参見
- 其他印度疫情禍
  - 早起印度饑荒和印度疫情困难禍